# Circumpunct

A circumpunct

A circumpunct egy ősi egyetemes szimbólum, melynek többféle jelentése van:
- A Nap jele
  - a hieroglif írásban Ré napisten jele illetve fénnyel és időegységekkel kapcsolatos determinatívum
  - a csillagászatban a Nap, mint égitest jelölése
  - a korai kínai írásban a nap mint időegység és mint égitest jelölése. A modern kínai írásban a jele a 日-re módosult, melyet mandarinul ri-nek ejtenek.
- a nyugati asztrológiában a négy elem közül a tűz jele
- a geometriában a kör kerületének jelölése
- az alkímiában az arany jelképe
- a hidrogénatom stilizált rajza
- Kether jele a Szefirotban (zsidó kabbala)
- a Mindent látó szem
- teafűolvasásnál az ígérettétel szimbóluma
- Monász (Monad) jele a püthagoreus filozófiában
- a huicsol indiánoknál az Isten Szeme (Ojo de dios)
- a lélek jele az odzsibva indiánoknál
- a városközpont jelölése az európai KRESZ-táblákon
- A Target Corporation logója
- a szabadkőművesek számára a világegyetem nagy építészének szimbóluma